# Рибитва Іван Олександрович
Іва́н Олекса́ндрович Риби́тва (27 червня 2003, м. Київ — 7 квітня 2023, околиці м. Бахмут, Донецька область) — солдат 3-ї окремої штурмової бригади, Збройних сил України, учасник російсько-української війни.

## Життєпис
Народився 27 червня 2003 в місті Київ.
На час повномасштабного вторгнення був студентом Національного університету «Києво-Могилянська академія», факультет природничих наук — фізика. Із початком повномасштабного вторгнення взяв академвідпустку й добровільно став на захист України, вступивши до ДФТГ м. Києва. У жовтні 2022 року пройшов відбір у полк «ССО Азов», який згодом перетворився в 3-тю окрему штурмову бригаду. У січні 2023 року, отримавши відношення від бригади, прийнятий до ЗСУ. Пройшов військове навчання у Великобританії. Виконував бойове завдання в м. Бахмут.

## Загибель
Прийнявши бій, надаючи першу допомогу побратиму та евакуюючи його з поля бою, воїн потрапив під снайперський вогонь і зазнав смертельного поранення в шию. Це сталося під Бахмутом. Похований 13 квітня на Міському (Берковецькому) кладовищі у Києві. 42 ділянка, 11 ряд. У Івана залишились батьки, брат та сестра.

## Нагороди
Кавалер ордена «За мужність» ІІІ ступеня.